# Tokat

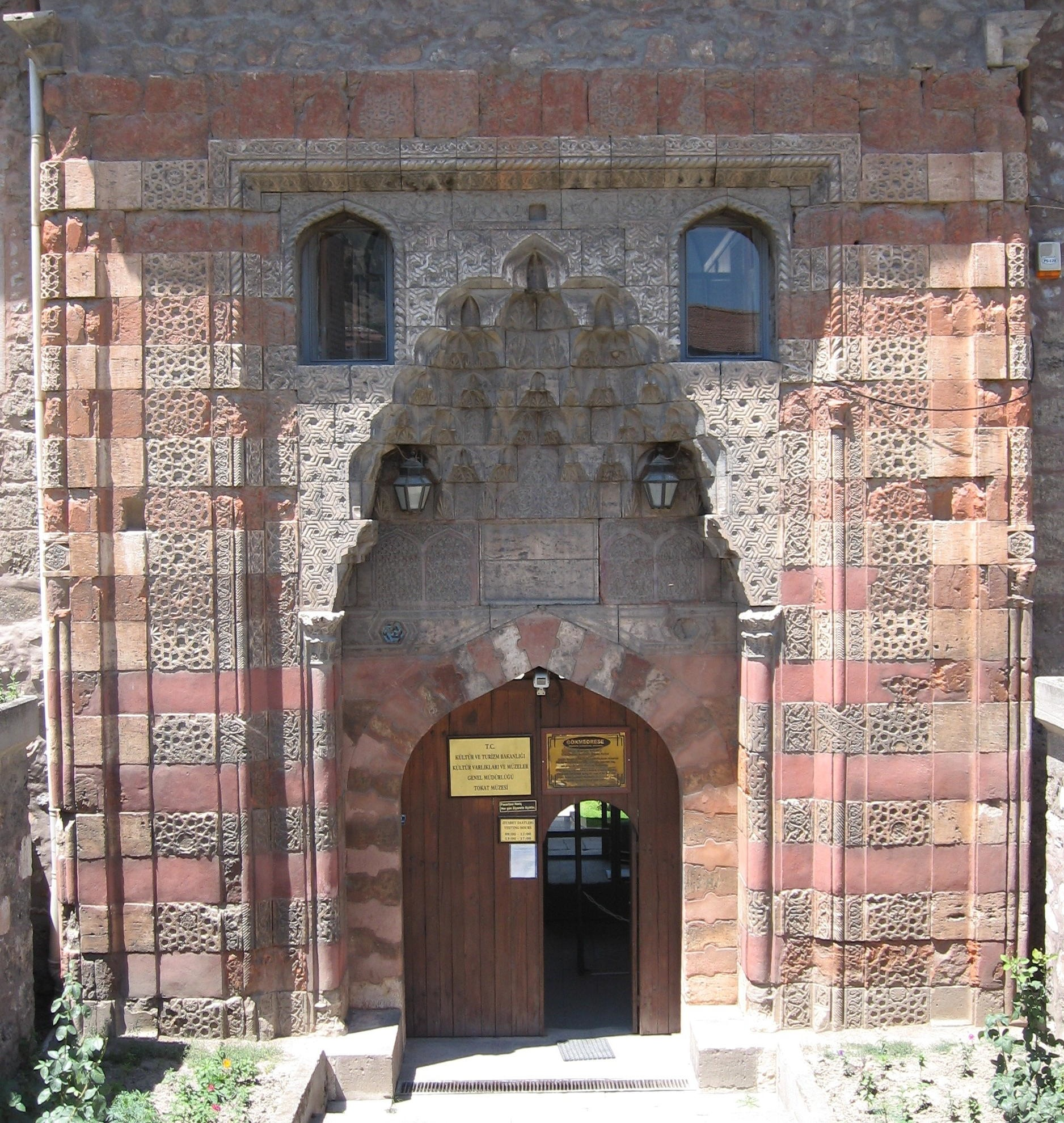
Eingang der Gök Medrese von 1275

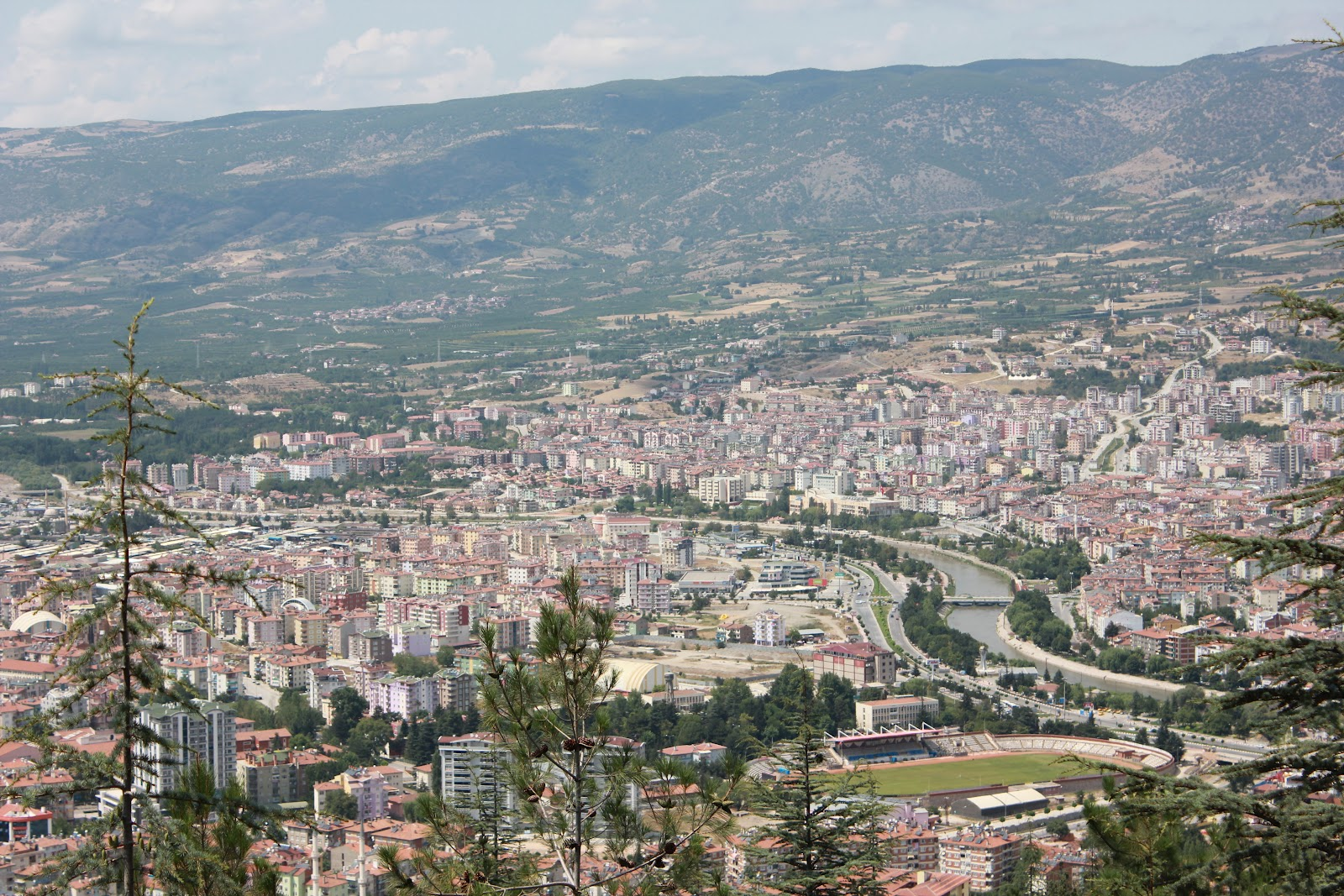
Panoramablick auf die Stadt

Tokat (armenisch Եւդոկիա Ewdokia, griechisch Τοκάτη, Τοκάτιον) ist die Hauptstadt der türkischen Provinz Tokat und zugleich Zentrum eines direkt dem Gouverneur (Vali) unterstellten Kreises, des zentralen Landkreises (Merkez Ilçe). Die Großstadt liegt zwischen Sivas und Niksar im Tal des Yeşilırmak. Die im Stadtlogo vorhandene Jahreszahl (1870) dürfte auf das Jahr der Ernennung zur Stadtgemeinde (Belediye) hinweisen. Bis zur Landeshauptstadt Ankara sind es etwa 320 Kilometer in westlicher Richtung.

## Geographie

### Landkreis
Der zentrale Landkreis (Merkez) Tokat liegt zentral in der Provinz. Im Westen grenzen die Kreise (mit dem südlichsten beginnend) Yeşilyurt, Artova, Pazar und Turhal, im Norden grenzt der Kreis Erbaa, im Nordosten der Kreis Niksar, im Südosten grenzt der Kreis Almus und schließlich im Süden der Kreis Yıldızeli (Provinz Sivas).
Der Kreis ist flächen- und einwohnerbezogen der größte Landkreis der Provinz und hat mit 101,6 Einw. je km² auch die größte Bevölkerungsdichte (zum Vergleich die Provinz hat 59,5 Einw. je km²). Der Kreis besteht neben der Provinzhauptstadt (26,5 Prozent der Provinzbevölkerung Ende 2020) aus vier weiteren Gemeinden (Belediye):
- Çat (3.897)
- Çamlıbel (3.871)

- Emirseyit (2.117)
- Güryıldız (2.057 Einw.)

Fünf ehemalige Belediye (Akbelen, Avlunlar, Büyükyıldız, Kemalpaşa und Yağmurlu) verloren 2013 diesen Status und wurden zu Dörfern zurückgestuft.
Zum Kreis gehören des Weiteren noch 107 Dörfer mit durchschnittlich 306 Bewohnern.
Die größten Dörfer sind:
- Taşlıçiftlik (1.806)
- Semerci (1.394)
- Büyükyıldız (1.125)
- Ormanbeyli (1.030)
- Küçükbağlar (1.024)

- Kemalpaşa (977)
- Gözova (977)
- Çerçi (721)
- Yağmurlu (699)
- Ortaören (683 Einw.)

42 Dörfer haben mehr Einwohner als der Durchschnitt, 28 haben weniger als 100 Einwohner.
Der städtische Bevölkerungsanteil im zentralen Landkreis beträgt 83,90 Prozent.

### Klimatabelle
|                        | Jan  | Feb  | Mär  | Apr  | Mai  | Jun  | Jul  | Aug  | Sep  | Okt  | Nov  | Dez  |   |       |
| Mittl. Temperatur (°C) | 2,1  | 3,1  | 7,3  | 12,6 | 16,4 | 19,9 | 22,5 | 22,7 | 19,0 | 13,8 | 7,5  | 3,7  | ⌀ | 12,6  |
| Mittl. Tagesmax. (°C)  | 6,4  | 8,0  | 13,1 | 19,2 | 23,4 | 26,9 | 29,3 | 30,1 | 26,9 | 20,7 | 13,2 | 7,8  | ⌀ | 18,8  |
| Mittl. Tagesmin. (°C)  | −1,5 | −1,2 | 2,2  | 6,7  | 9,8  | 13,0 | 15,7 | 15,8 | 12,4 | 8,5  | 3,1  | 0,2  | ⌀ | 7,1   |
|                        |      |      |      |      |      |      |      |      |      |      |      |      |   |       |
| Niederschlag (mm)      | 38,6 | 36,5 | 40,5 | 60,3 | 63,3 | 36,1 | 11,2 | 7,2  | 17,0 | 49,1 | 52,0 | 44,1 | Σ | 455,9 |
|                        |      |      |      |      |      |      |      |      |      |      |      |      |   |       |
| Sonnenstunden (h/d)    | 2,8  | 3,8  | 5,0  | 6,2  | 7,5  | 8,6  | 8,8  | 9,4  | 8,4  | 6,0  | 4,2  | 2,5  | ⌀ | 6,1   |
|                        |      |      |      |      |      |      |      |      |      |      |      |      |   |       |
| Regentage (d)          | 11,7 | 11,5 | 12,6 | 13,5 | 14,1 | 8,8  | 3,3  | 2,7  | 5,1  | 9,1  | 10,8 | 12,7 | Σ | 115,9 |

| −1,5 |

| −1,2 |

| 2,2 |

| 6,7 |

| 9,8 |

| 13,0 |

| 15,7 |

| 15,8 |

| 12,4 |

| 8,5 |

| 3,1 |

| 0,2 |

| −1,5 |

| −1,2 |

| 2,2 |

| 6,7 |

| 9,8 |

| 13,0 |

| 15,7 |

| 15,8 |

| 12,4 |

| 8,5 |

| 3,1 |

| 0,2 |

## Bevölkerung

### Bevölkerungsentwicklung
Nachfolgende Tabelle zeigt den vergleichenden Bevölkerungsstand am Jahresende für die Provinz, den zentralen Landkreis und die Stadt Tokat sowie den jeweiligen Anteil an der übergeordneten Verwaltungsebene. Die Zahlen basieren auf dem 2007 eingeführten adressbasierten Einwohnerregister (ADNKS).

| Jahr | Provinz | Landkreis    | Landkreis | Stadt        | Stadt   |
| Jahr | absolut | anteilig (%) | absolut   | anteilig (%) | absolut |
| ---- | ------- | ------------ | --------- | ------------ | ------- |
| 2020 | 597.861 | 34,02        | 203.395   | 78,04        | 158.722 |
| 2019 | 612.747 | 32,61        | 199.805   | 77,00        | 153.840 |
| 2018 | 612.646 | 32,86        | 201.294   | 76,75        | 154.495 |
| 2017 | 602.086 | 32,62        | 196.386   | 77,56        | 152.314 |
| 2016 | 602.662 | 31,87        | 192.065   | 77,13        | 148.149 |
| 2015 | 593.990 | 31,77        | 188.736   | 75,62        | 142.724 |
| 2014 | 597.920 | 31,05        | 185.626   | 74,25        | 137.831 |
| 2013 | 598.708 | 30,79        | 184.345   | 72,57        | 133.777 |
| 2012 | 613.990 | 29,68        | 182.225   | 72,68        | 132.437 |
| 2011 | 608.299 | 29,98        | 182.371   | 72,54        | 132.300 |
| 2010 | 617.802 | 30,46        | 188.173   | 72,59        | 136.595 |
| 2009 | 624.439 | 29,24        | 182.572   | 71,14        | 129.879 |
| 2008 | 617.158 | 28,61        | 176.564   | 70,51        | 124.496 |
| 2007 | 620.722 | 29,20        | 181.262   | 70,61        | 127.988 |

### Volkszählungsergebnisse
Zu den Volkszählungen liegen folgende Bevölkerungsangaben über die Stadt, den Kreis, die Provinz und das Land vor: Ein Teil der Werte (1960 und davor sowie 1997) wurden PDF-Dokumenten entnommen, die über die Bibliothek des TÜIK abruf- und downloadbar sind.
| Region                          | 1945       | 1950       | 1955       | 1960       | 1965       | 1970       | 1975       | 1980       | 1985       | 1990       | 1997       | 2000       |
| ------------------------------- | ---------- | ---------- | ---------- | ---------- | ---------- | ---------- | ---------- | ---------- | ---------- | ---------- | ---------- | ---------- |
| Stadt (Şehir)                   | 20.078     | 21.666     | 26.661     | 32.654     | 37.368     | 44.110     | 48.588     | 60.855     | 73.008     | 83.058     | 99.457     | 113.100    |
| zentraler Kreis (Merkez){0\|00} | 62.743     | 70.464     | 63.545     | 84.761     | 94.132     | 103.681    | 112.476    | 127.541    | 142.027    | 150.771    | 158.953    | 174.700    |
| Provinz (İl)                    | 340.749    | 388.923    | 388.727    | 437.590    | 495.352    | 540.855    | 599.166    | 624.508    | 679.071    | 719.251    | 695.862    | 828.027    |
| Türkei                          | 18.790.174 | 20.947.188 | 24.064.763 | 27.754.820 | 31.391.421 | 35.605.176 | 40.347.719 | 44.736.957 | 50.664.458 | 56.473.035 | 62.865.574 | 67.803.927 |

## Geschichte

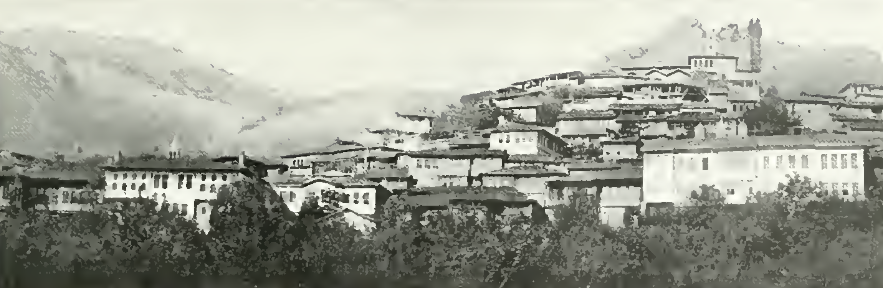
Tokat, Panorama, historische Photographie, um 1900.

Tokat, das antike Eudoxia (auch Eudocia bzw. Eudokia genannt) ist eine anatolische Stadt mit langer Geschichte, beginnend mit den Hethitern im 2. Jahrtausend v. Chr. Es spielte jedoch im Altertum keine große Rolle, wichtig war nur seine Festung Dazimon. Wesentlich bedeutender war das benachbarte Comana Pontica. Von dort aus wurde die heutige Stadt unter Kaiser Herakleios (610–641) gegründet und nach dessen Tochter Eudokia benannt. Gegen 1021 erhielt Senekerim Arzruni von Sebaste Tokat als Lehen des byzantinischen Kaisers. Die armenischen Arzruniden waren vor den Seldschuken westwärts umgesiedelt. 1045 ging Tokat durch Heirat an die Dynastie der armenischen Bagratiden. Von 1071 bis 1175 herrschten die turkmenischen Danischmenden. Vom 11. bis 13. Jahrhundert erlebte der Handel in Tokat seine Blüte. 1396 wurde das turkmenische Emirat Tokat osmanisch. Im 17. Jahrhundert verglich Evliya Çelebi den Wohlstand von Tokat mit Bursa und Aleppo. Im 19. Jahrhundert war Tokat eine der größten Städte der asiatischen Türkei.
Die Bevölkerung Tokats umfasste bis in das 20. Jahrhundert einen hohen Anteil an Christen. Die armenisch-apostolische Kirche stellte die Mehrheit mit sieben Gemeinden, fünf Schulen und einem eigenen Erzbischof. Dieser residierte für gewöhnlich im außerhalb der Stadt gelegenen armenischen St. Joachim-und-Anna Kloster und war nicht selten zugleich dessen Abt. Auf dem armenischen Friedhof beigesetzt wurde der 1812 in Tokat  verstorbene anglikanische Priester und Bibelübersetzer Henry Martyn. Die im Alltag turkophone griechisch-orthodoxe Gemeinschaft besaß eine Kirche und mehrere Schulen; der in Tokat residierende griechische Erzbischof führte den Titel des auf die Antike zurückgehenden Bistums Neocaesarea (heute Niksar). Im 19. Jahrhundert wurde Tokat ein Zentrum des Katholizismus im Pontosgebiet. 1859 wurde das Bistum Tokat degli Armeni der armenisch-katholischen Kirche begründet, 1892 jedoch mit Sebaste (Sivas) vereinigt und seither nur ein Mal (1972) als Titularbistum vergeben. Die ab 1881 (nominell bis 1926) hier tätigen Jesuiten unterhielten ein Kollegium und die Kongregation der armenischen Schwestern von der unbefleckten Empfängnis Mariens ein Kloster. In Tokat wirkte 1903–1907 und 1926 der Jesuit Guillaume de Jerphanion, erster Erforscher der Höhlenarchitektur in Kappadokien. Um 1854 gab es eine größere armenisch-protestantische Gemeinde. Amerikanisch-protestantische Missionen entstanden ab 1864.
Der allmähliche politische und wirtschaftliche Niedergang Tokats begann mit dem gleichzeitigen Aufstieg der Nachbarstadt Sivas. Am 1. Mai 1914 wurde die Hauptgeschäftsstraße von Tokat Opfer eines Brandes. Am 9. Mai 1915 wurden die Armenier im Zuge des Völkermordes aus der Stadt deportiert. Augenzeuge war der spätere armenische Diasporabischof Krikor Balakian. Im Zuge des griechisch-türkischen Bevölkerungsaustausches der 1920er Jahre mussten auch die Einwohner Tokats griechisch-orthodoxer Konfession, obschon türkischer Alltags- und privater Gebetssprache, ihre Heimat verlassen. Bis in das 20. Jahrhundert wanderten viele Bewohner nach Amerika oder Europa aus.

## Sehenswürdigkeiten
- Burg von Tokat: ursprünglich byzantinische Burg, von den Osmanen erneuert.
- Historische Altstadt mit zahlreichen Gebäuden osmanischer Zeit.
- Gök Medrese: seldschukischer Bau von 1275; hier befindet sich das Archäologische und Ethnographische Museum.
- Ulu-Moschee, 1679 erneuert.
- Taş Han: osmanische Karawanserei von 1631.
- Hıdırlık-Brücke: seldschukische Brücke.
- Ballıca-Höhle.
- Sebastopolis: antike Stadt bei Artova.
- Comana Pontica: antike Stadt bei Gümenek.
- Niksar (antik Neocaesarea), frühchristliche Bischofsstadt, ehemalige Hauptstadt der Danischmenden.

In der Umgebung von Tokat gibt es eine Reihe prähistorischer Siedlungshügel (türkisch höyük):
- Maşat Höyük bei Yalınyazı.
- Horoztepe.
- Boyunpınar.
- Bolus Aktepe.

## Küche
- Tokat Kebabı
- Keşkek (Weizenkörner gekocht mit Butter, übergossen mit gekochten Lammfleisch und der Brühe)
- Tokat Bati
- Tokat Yaprağı
- Tokat Çemeni

## Töchter und Söhne der Stadt
- Michael von Tokat (um 1595–um 1660), armenischer Kopist und Miniaturist (floruit 1606–1658)[15]
- Vartan Hunanian (1644–1715), armenisch-katholischer Bischof von Lemberg
- Avetik von Tokat (1657–1711), Patriarch des Armenischen Patriarchats Konstantinopel
- Ömer Fevzi Paşa (1818–1878), osmanischer General
- Osman Nuri Pascha (1832–1900), osmanischer General
- Josef von Haas (1847–1896), Generalkonsul der Österreich-Ungarischen Monarchie in Shanghai
- Ali Talat Bey (1869–1922), osmanischer Architekt
- Krikor Balakian (1875–1934), armenischer Bischof
- Nurhan Atasoy (* 1934), Historikerin für Kulturgeschichte
- Erhan Afyoncu (* 1967), Historiker
- Ekin Deligöz (* 1971), Politikerin (Bündnis 90/Die Grünen)
- Uğur Boral (* 1982), Fußballspieler
- Behram Zülaloğlu (* 1982), Fußballspieler
- Emre Batur (* 1988), Volleyballspieler der Nationalmannschaft
- Soner Demirtaş (* 1991), Ringer
- Ömer Arslan (* 1993), Fußballspieler